# Zams
Zams este o comună situată pe cursul superior al Innului în landul Tirol, Austria.